# ピアノ協奏曲第17番 (モーツァルト)
ピアノ協奏曲第17番 ト長調 K. 453 は、ヴォルフガング・アマデウス・モーツァルトが1784年に作曲したピアノ協奏曲である。

## 概要
1784年頃にモーツァルトは、ウィーンにおける最高のピアニストとして、貴族の館や劇場で催される演奏会に毎日のように出演したり、また良家の子女のために作曲やピアノを教えたりするなど多忙な日々を送っていた。
本作は1784年に作曲された一連のピアノ協奏曲（第14番から第19番『第2戴冠式』）の中の一つで、4月12日にウィーンで作曲された。なお、作品はモーツァルトの弟子で優秀だった女性ピアニストのバルバラ・プロイヤーのために作曲されたもので、モーツァルトの手紙によると、1786年6月13日にウィーン郊外のプロイヤー邸でバルバラによって演奏されたが、それ以前にモーツァルト自身によってウィーンで演奏されたと考えられている。
技巧的に易しく配慮されており、1784年に作曲された6曲の一連のピアノ協奏曲の中では特に優れたものとされており、モーツァルト自身も高く評価している。またベートーヴェンのピアノ協奏曲第4番はこの作品を範にしているといわれている。なお、オリヴィエ・メシアンは「モーツァルトが書いた中で最も美しく、変化とコントラストに富んでいる。第2楽章のアンダンテだけで、彼の名を不滅にするに十分である」と語っている。
その他にも、モーツァルトの直弟子でベートーヴェンのライヴァルとしてピアノの実力で名を馳せていたピアニスト・作曲家のヨハン・ネポムク・フンメルが、1805年頃に（おそらくウィーンで）作曲・出版した『ヴァイオリンとピアノのための二重協奏曲』も、このモーツァルトのピアノ協奏曲第17番と同一のト長調を採用しており、第1楽章のアレグロの冒頭導入部分の旋律の雰囲気など、全体的に旋律内容が似通った部分・性格が指摘できる。自らの師でもあったモーツァルトの本作から旋律的なインスピレーションを受けて作曲された可能性が推測される。

## 楽器編成
独奏ピアノ、フルート、オーボエ2、ファゴット2、ホルン2、弦五部。

## 曲の構成
全3楽章、演奏時間は約30分。
- 第1楽章 アレグロ
ト長調、4分の4拍子、協奏風ソナタ形式。
お使いのブラウザーでは、音声再生がサポートされていません。音声ファイルをダウンロードをお試しください。
- 第2楽章 アンダンテ
ハ長調、4分の3拍子、三部形式。
お使いのブラウザーでは、音声再生がサポートされていません。音声ファイルをダウンロードをお試しください。
美しく叙情的な楽章。
- 第3楽章 アレグレット - プレスト
ト長調、2分の2拍子、変奏曲形式
お使いのブラウザーでは、音声再生がサポートされていません。音声ファイルをダウンロードをお試しください。
主題の変奏に続いて、速く軽快なコーダとなる。